# José Nelson Westrupp

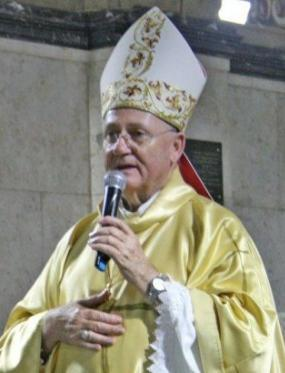
José Nelson Westrupp (2012)

José Nelson Westrupp SCI (* 11. September 1939 in Imarui) ist ein brasilianischer Ordensgeistlicher und emeritierter römisch-katholischer Bischof von Santo André.

## Leben
José Nelson Westrupp trat der Ordensgemeinschaft der Dehonianer bei, legte am 2. Februar 1962 die Profess ab und empfing am 28. Juni 1964 die Priesterweihe.
Papst Johannes Paul II. ernannte ihn am 11. Mai 1991 zum Bischof von São José dos Campos. Der Apostolische Nuntius in Brasilien, Erzbischof Carlo Furno, spendete ihm am 20. Juli desselben Jahres die Bischofsweihe; Mitkonsekratoren waren Geraldo María de Morais Penido, Erzbischof von Aparecida, und Eusébio Scheid SCI, Erzbischof von Florianópolis. Als Wahlspruch wählte er SEM MIM NADA PODEIS.
Am 1. Oktober 2003 wurde er zum Bischof von Santo André ernannt. Papst Franziskus nahm am 27. Mai 2015 seinen altersbedingten Rücktritt an.
Vom 4. Februar 2017 bis zum 7. Februar 2018 war er Apostolischer Administrator des vakanten Bistums Lages.